# Мисля за луната, докато цветята цъфтят
Мисля за луната, докато цветята цъфтят (на корейски: 꽃 피면 달 생각하고, на английски: Moonshine или When Flowers Bloom, I Think of the Moon) е южнокорейски исторически сериал с участието на Ю Сънг Хо, И Хе Ри, Бьон У Сок и Канг Ми На. Излъчва се от 20 декември 2021 г. до 22 февруари 2022 г. в понеделник и вторник по KBS2 в 21:30 (KST) за 16 епизода.

## Сюжет
Действието на сериала се развива през късния период на Чосон, когато е въведена строга забрана за употреба на алкохол.
Нам Йонг (Ю Сънг Хо) работи като офицер за Сахонбу (служба по инспекциите). Една от мисиите на Сахонбу е да наказва хората, които нарушават забраната за алкохол. Нам Йонг идва в столицата Ханянг от родния си град, за да изгради успешен живот и да възстанови честта на семейството си. Той е добре изглеждащ млад мъж, който цени почтеността и честността най-много в живота си.
Пътят му се пресича с този на Канг Ро Со – дъщеря на бедно благородническо семейство. Тя е трудолюбива и върши всякакъв вид работа, за да печели пари. Тайно започва да вари алкохол, за да изплати дълга на семейството си.
И Пьо е непокорният престолонаследник, който тайно прескача стените на двореца, за да си намери нещо за пиене, причинявайки по този начин трудности за кралството.
Тримата имат съдбоносна среща пред таен склад за алкохол. Ще успеят ли главните герои да разкрият една тайна и престъпление от преди 10 години, за да спасят живота и любовта си...?

## Актьорски състав
- Ю Сънг Хо – Нам Йонг
- И Хе Ри – Канг Ро Со
- Бьон У Сок – И Пьо
- Канг Ми На – Хан Е Джин
- Че Уон Йонг – И Ши Хъм
- Чанг Гуанг – Йон Чо Мун
- Ким Ки Банг – Чун Ге
- Им Уон Хи – Хуанг Га
- Со Йе Хуа – Со Хье Мин
- Ан Ши Ха – И Кьонг Бин
- Пак А Ин – Ун Шим
- Хонг Уан Пьо – Ге Санг Мок